# Aristaea bathracma
Aristaea bathracma là một loài bướm đêm thuộc họ Gracillariidae. Nó được tìm thấy ở Trung Quốc, Thái Lan, Nhật Bản (Honshū), vùng Viễn Đông Nga, Mozambique, Nam Phi và Uganda.
Sải cánh dài 7.2-8.8 mm.
Ấu trùng ăn Aster ageratoides. Chúng ăn lá nơi chúng làm tổ.